# 伯吉斯鎮區 (伊利諾伊州邦德縣)
伯吉斯鎮區（英語：Burgess Township）是位於美國伊利諾伊州邦德縣的一個行政鎮區。

## 地方資料
根據2010年美國人口普查的數據，伯吉斯鎮區的面積為96.30平方千米，當中陸地面積為96.00平方千米，而水域面積為0.30平方千米。當地共有人口2276人，而人口密度為每平方千米23.63人。